# Dürren (Lindau)
Dürren (mundartlich: Dirər) ist ein Gemeindeteil der bayerisch-schwäbischen Großen Kreisstadt Lindau (Bodensee).

## Geografie
Der Weiler liegt circa 6,5 Kilometer nördlich der Lindauer Insel. Durch die Ortschaft fließt der Nonnenbach.

## Ortsname
Der Ortsname stammt vom mittelhochdeutschen Wort dürre für dürr, mager, trocken und beschreibt eine in wenig ertragreichem Gebiet liegende Siedlung.

## Geschichte
Dürren wurde erstmals urkundlich im Jahr 1492 als vom Dúrren, zum Dúrren erwähnt. Der Ort gehörte einst zum äußeren Gericht der Reichsstadt Lindau und später zur Gemeinde Unterreitnau, die 1971 in der Gemeinde Reitnau aufging, welche ihrerseits 1976 in die Stadt Lindau eingemeindet wurde.

## Baudenkmäler
Siehe: Liste der Baudenkmäler in Dürren